# Markéta Fredkulla
Markéta Fredkulla (1080–1090 – asi 1130) byla švédská princezna, norská královna jako manželka Magnuse III. a poté dánská královna jako manželka Nielse Dánského. Její přízvisko doslova znamená "děvče míru".

## Život
Markéta se narodila jako jedno ze čtyř dětí krále Inge I. a jeho manželky Heleny. Přesné datum jejího narození není známé.
V roce 1101 se vdala za norského krále Magnuse a tento sňatek byl součástí mírové dohody mezi Švédskem a Norskem. Věnem přinesla mnohá území ve Švédsku, zřejmě ve Västergötlandu. V roce 1103 ovdověla a brzy opustila Norsko. Z manželství se nenarodily děti. Její odchod byl Nory vnímán jako urážka.
V roce 1105 se provdala za dánského krále Nielse. Ten už v té době Dánsku rok vládl, ale byl popisován jako pasivní král, který postrádal vladařské schopnosti a nechával státnické záležitosti na starosti své královně. Markéta prý byla moudrou panovnicí a vztahy mezi Dánskem a jejím rodným Švédskem prý byly v její době mírumilovné. Dánské mince z této doby nesou nápis: Margareta-Nicalas ("Margaret-Niels").
Markéta a Niels měli dva syny:
- Inge Nielsen (zemřel v dětství)
- Magnus Nilsson (nar. okolo roku 1106)

Po její smrti zřejmě v roce 1130 se Niels oženil se švédskou královnou vdovou Ulvhild Håkansdotter. Když v roce 1125 zemřel král Inge II., Markétin syn Magnus si nárokoval trůn jako nejstarší vnuk Inge I. a na nějakou dobu se stal švédským králem.